# Erythronium caucasicum
Espèce
Erythronium caucasicum, ou Érythrone du Caucase, est une espèce d'Erythronium de la famille des Liliaceae menacée d'extinction.

## Description
C'est une vivace herbacée bulbeuse de 10 à 20 cm, dont la fleur est solitaire. Sa fleur à périanthe de 2,5 à 4 cm est blanche ou jaunâtre avec des taches rouges. Contrairement à Erythronium dens-canis, qui lui est proche, ses anthères sont jaunes.
Elle fleurit en mars.

## Distribution et habitat
L'érythrone du Caucase est une plante menacée d'extinction inscrite au Livre rouge de Russie et au Livre rouge de Géorgie. Son aire de distribution est réduite, du Grand Caucase au mont Elbrouz avec certaines zones du nord de l'Iran.
Elle pousse sur des pentes boisées et des éboulis de 500 à 2 300 mètres d'altitude du Grand Caucase (comme par exemple au parc national de Sotchi), ou dans des forêts de hêtres autour de 500 mètres d'altitude.

## Horticulture
Elle est cultivée comme plante de rocaille. Certains peuples de Transcaucasie consomment ses capsules séchées et cuites.